# Winston-Salem Open 2018 - Qualificazioni singolare
Le qualificazioni del singolare del Winston-Salem Open 2018 sono state un torneo di tennis preliminare per accedere alla fase finale della manifestazione. I vincitori dell'ultimo turno sono entrati di diritto nel tabellone principale. In caso di ritiro di uno o più giocatori aventi diritto a questi sono subentrati i lucky loser, ossia i giocatori che hanno perso nell'ultimo turno ma che avevano una classifica più alta rispetto agli altri partecipanti che avevano comunque perso nel turno finale.

## Teste di serie
1. Radu Albot (qualificato)
2. Jordan Thompson (ritirato)
3. Corentin Moutet (primo turno)
4. Guido Andreozzi (ultimo turno, lucky loser)

1. Horacio Zeballos (qualificato)
2. Dominik Köpfer (ultimo turno, lucky loser)
3. Brayden Schnur (qualificato)
4. Maximilian Neuchrist (primo turno)

## Qualificati
1. Radu Albot
2. Brayden Schnur

1. Horacio Zeballos
2. Tommy Paul

### Lucky loser
1. Guido Andreozzi
2. Dominik Köpfer

1. Franko Škugor

## Tabellone

### Legenda
| - Q = Qualificato - WC = Wild card - LL = Lucky loser | - ALT = Alternate - SE = Special Exempt - PR = Protected Ranking | - w/o = Walkover - r = Ritirato - d = Squalificato |

### Sezione 1
|  | Primo turno | Primo turno       | Primo turno       | Primo turno | Primo turno |  |  | Ultimo turno | Ultimo turno   | Ultimo turno | Ultimo turno | Ultimo turno |  |
|  |             |                   |                   |             |             |  |  |              |                |              |              |              |  |
|  | 1           | Radu Albot        | Radu Albot        | 6           | 6           |  |  |              |                |              |              |              |  |
|  | Alt         | Petros Chrysochos | Petros Chrysochos | 3           | 2           |  |  | 1            | Radu Albot     | 6            | 4            | 6            |  |
|  |             | Thomaz Bellucci   | 2                 | 6           | 2           |  |  | 6            | Dominik Köpfer | 4            | 6            | 3            |  |
|  | 6           | Dominik Köpfer    | 6                 | 1           | 6           |  |  |              |                |              |              |              |  |

### Sezione 2
|  | Primo turno | Primo turno      | Primo turno      | Primo turno | Primo turno |  |  | Ultimo turno | Ultimo turno   | Ultimo turno | Ultimo turno | Ultimo turno |  |
|  |             |                  |                  |             |             |  |  |              |                |              |              |              |  |
|  | Alt         | Luke Saville     | Luke Saville     | 6           | 6           |  |  |              |                |              |              |              |  |
|  | WC          | Julian Zlobinsky | Julian Zlobinsky | 1           | 3           |  |  | Alt          | Luke Saville   | 2            | 6            | 3            |  |
|  | PR          | James Duckworth  | James Duckworth  | 4           | 4           |  |  | 7            | Brayden Schnur | 6            | 3            | 6            |  |
|  | 7           | Brayden Schnur   | Brayden Schnur   | 6           | 6           |  |  |              |                |              |              |              |  |

### Sezione 3
|  | Primo turno | Primo turno      | Primo turno     | Primo turno | Primo turno |  |  | Ultimo turno | Ultimo turno     | Ultimo turno     | Ultimo turno | Ultimo turno |  |
|  |             |                  |                 |             |             |  |  |              |                  |                  |              |              |  |
|  | 3           | Corentin Moutet  | Corentin Moutet | 5           | 4           |  |  |              |                  |                  |              |              |  |
|  | Alt         | Franko Škugor    | Franko Škugor   | 7           | 6           |  |  | Alt          | Franko Škugor    | Franko Škugor    | 1            | 4            |  |
|  | WC          | Skander Mansouri | 4               | 6           | 4           |  |  | 5            | Horacio Zeballos | Horacio Zeballos | 6            | 6            |  |
|  | 5           | Horacio Zeballos | 6               | 2           | 6           |  |  |              |                  |                  |              |              |  |

### Sezione 4
|  | Primo turno | Primo turno          | Primo turno          | Primo turno | Primo turno |  |  | Ultimo turno | Ultimo turno    | Ultimo turno    | Ultimo turno | Ultimo turno |  |
|  |             |                      |                      |             |             |  |  |              |                 |                 |              |              |  |
|  | 4           | Guido Andreozzi      | 3                    | 6           | 6           |  |  |              |                 |                 |              |              |  |
|  |             | Karue Sell           | 6                    | 3           | 2           |  |  | 4            | Guido Andreozzi | Guido Andreozzi | 1            | 3            |  |
|  |             | Tommy Paul           | Tommy Paul           | 6           | 6           |  |  |              | Tommy Paul      | Tommy Paul      | 6            | 6            |  |
|  | 8           | Maximilian Neuchrist | Maximilian Neuchrist | 2           | 4           |  |  |              |                 |                 |              |              |  |